# 卡利拉巴德
卡利拉巴德（Khalilabad），是印度北方邦Sant Kabir Nagar县的一个城镇。总人口39814（2001年）。

## 人口
该地2001年总人口39814人，其中男性21067人，女性18747人；0—6岁人口6326人，其中男3343人，女2983人；识字率65.35%，其中男性为72.73%，女性为57.05%。